# Weng Naiqiang
 (avril 2009).
Si vous disposez d'ouvrages ou d'articles de référence ou si vous connaissez des sites web de qualité traitant du thème abordé ici, merci de compléter l'article en donnant les références utiles à sa vérifiabilité et en les liant à la section « Notes et références ».
Weng Naiqiang (翁乃强) est un photographe chinois né en 1936 à Batavia (Indes néerlandaises, actuellement Jakarta).
Il a réalisé de nombreuses photographies. Celles d'époque de l'ère du Petit Livre rouge valent entre 13 000 et 17 000 dollars pièces, voir sa série "Replay : Images of the Cultural Revolution".
Exposé lors du Festival international de photographie de Lianzhou 2006.